# Haliru Alidu
Haliru Alidu (24 de fevereiro de 1984) é um ex-futebolista profissional togolês que atuava como meia.

## Carreira
Haliru Alidu representou o elenco da Seleção Togolesa de Futebol no Campeonato Africano das Nações de 2006.